# Alberto di Schleswig-Holstein
Alberto, di Schleswig-Holstein (Albert John Charles Frederick Arthur George; Frogmore House, 26 febbraio 1869 – Berlino, 27 aprile 1931), nipote della regina Vittoria del Regno Unito. Era il secondogenito della figlia di Vittoria, la principessa Elena, dal marito, il principe Cristiano di Schleswig-Holstein. Fu capo del casato degli Oldenburg e anche duca di Augustenborg nella titolatura danese e duca di Schleswig-Holstein tra il 1921 e il 1931.

## Carriera militare
Il principe Alberto crebbe a Cumberland Lodge nel Windsor Great Park. Come suo fratello maggiore, il principe Cristiano Vittorio, fu destinato alla carriera militare. Tuttavia, mentre il fratello servì nell'esercito inglese, Alberto servì nell'esercito prussiano, raggiungendo il rango di tenente colonnello nel 3º Ulani della guardia. Durante la prima guerra mondiale fu esonerato dal servizio contro gli inglesi dall'imperatore tedesco e trascorse il periodo della guerra a Berlino nello staff del governatore della città.

## Ducato
Nel 1921 successe come capo di Schleswig-Holstein-Sonderburg-Augustenburg del casato di Schleswig-Holstein a suo cugino, il duca Ernesto Gunther di Schleswig-Holstein-Sonderburg-Augustenburg, morto senza eredi. Questo era il ramo maggiore del casato degli Oldenburg, a cui appartenevano il duca di Schleswig-Holstein-Sonderburg-Glücksburg, il re di Danimarca, il re di Norvegia, il re degli Elleni, l'ex granduca di Oldenburg e la farmiglia imperiale russa.

## Successione
In qualità di duca di Schleswig-Holstein e come capo della casa di Oldenburg, gli successe il suo lontano cugino Federico Ferdinando di Schleswig-Holstein-Sonderburg-Glücksburg, che era duca di Glucksburg e marito di una figlia dello zio di Alberto, Federico VIII di Schleswig-Holstein-Sonderburg-Augustenburg)

## Figli
Nonostante non si fosse mai sposato, ebbe una figlia, Valerie Marie, nata il 3 aprile 1900 a Liptovský Mikuláš, nell'Austria-Ungheria. Fu affidata quasi subito dopo la sua nascita ad Anna Rosenthal e al marito Rubin Schwalb, di origine ebraica. Il 15 aprile 1931, poco prima della sua morte, Albert le scrisse, confessandole la sua paternità. In seguito a ciò, il 12 maggio cambiò il suo cognome da Schwalb, il nome della sua famiglia adottiva, in "zu Schleswig-Holstein".
Il 28 giugno 1925, a Vienna, Valerie Marie (a quel tempo membro della famiglia Schwalb) aveva sposato l'avvocato Ernst Johann Wagner, dal quale divorziò il 14 febbraio 1938; il matrimonio, senza figli, fu formalmente annullato a Salisburgo il 4 ottobre 1940. Quando ebbe intenzione di sposarsi nuovamente, era diventato importante stabilire la sua origine ufficialmente, poiché le leggi naziste vietavano i matrimoni tra ebrei ed ariani. Ciò fu possibile con l'aiuto delle sue zie, Elena Vittoria e Maria Luisa, che firmarono una dichiarazione attestante la sua linea paterna che, il 26 luglio 1938, la riconobbe ufficialmente. Il 15 giugno 1939 si sposò civilmente a Berlino-Charlottenburg con il principe Engelbert-Charles, 10º duca di Arenberg, e, dopo l'annullamento del suo primo matrimonio, il 9 ottobre 1940, anche in forma religiosa a Münster. Non ebbe figli nemmeno dal secondo matrimonio e morì a Mont-Baron, Nizza, in Francia, il 14 aprile 1953 apparentemente suicida, senza aver mai conosciuto l'identità di sua madre.

## Titoli, trattamento, onorificenze e stemma

### Titoli e trattamento
- 1869–1917: sua altezza principe Alberto di Schleswig-Holstein
- 1917–1921: sua altezza principe Alberto
- 1921–1931: sua Altezza il duca di Schleswig-Holstein

## Antenati
|                                                         |                                     |                                                                   | Genitori                                        |  |  | Nonni |  |  | Bisnonni                                                            |  |  | Trisnonni                                                          |  |
|                                                         |                                     |                                                                   |                                                 |  |  |       |  |  | Federico Cristiano II di Schleswig-Holstein-Sonderburg-Augustenburg |  |  | Federico Cristiano I di Schleswig-Holstein-Sonderburg-Augustenburg |  |
|                                                         |                                     |                                                                   |                                                 |  |  |       |  |  | Federico Cristiano II di Schleswig-Holstein-Sonderburg-Augustenburg |  |  | Federico Cristiano I di Schleswig-Holstein-Sonderburg-Augustenburg |  |
|                                                         |                                     | Carlotta Amalia Guglielmina di Schleswig-Holstein-Sonderburg-Plön |                                                 |  |  |       |  |  | Federico Cristiano II di Schleswig-Holstein-Sonderburg-Augustenburg |  |  |                                                                    |  |
| Cristiano di Schleswig-Holstein-Sonderburg-Augustenburg |                                     |                                                                   |                                                 |  |  |       |  |  | Federico Cristiano II di Schleswig-Holstein-Sonderburg-Augustenburg |  |  |                                                                    |  |
|                                                         |                                     | Luisa Augusta di Danimarca                                        | Cristiano VII di Danimarca                      |  |  |       |  |  |                                                                     |  |  |                                                                    |  |
|                                                         |                                     | Luisa Augusta di Danimarca                                        | Cristiano VII di Danimarca                      |  |  |       |  |  |                                                                     |  |  |                                                                    |  |
|                                                         |                                     | Luisa Augusta di Danimarca                                        | Carolina Matilde di Hannover                    |  |  |       |  |  |                                                                     |  |  |                                                                    |  |
| Cristiano di Schleswig-Holstein                         |                                     | Luisa Augusta di Danimarca                                        |                                                 |  |  |       |  |  |                                                                     |  |  |                                                                    |  |
|                                                         |                                     | Cristiano Corrado di Danneskiold-Samsøe                           | Federico Cristiano di Danneskiold-Samsøe        |  |  |       |  |  |                                                                     |  |  |                                                                    |  |
|                                                         |                                     | Cristiano Corrado di Danneskiold-Samsøe                           | Federico Cristiano di Danneskiold-Samsøe        |  |  |       |  |  |                                                                     |  |  |                                                                    |  |
|                                                         |                                     | Cristiano Corrado di Danneskiold-Samsøe                           | Federica Luisa von Kleist                       |  |  |       |  |  |                                                                     |  |  |                                                                    |  |
| Luisa Sofia di Danneskiold-Samsøe                       |                                     | Cristiano Corrado di Danneskiold-Samsøe                           |                                                 |  |  |       |  |  |                                                                     |  |  |                                                                    |  |
|                                                         |                                     | Giovanna Enrichetta Valentina Kaas                                | Federico Cristiano Kaas                         |  |  |       |  |  |                                                                     |  |  |                                                                    |  |
|                                                         |                                     | Giovanna Enrichetta Valentina Kaas                                | Federico Cristiano Kaas                         |  |  |       |  |  |                                                                     |  |  |                                                                    |  |
|                                                         |                                     | Giovanna Enrichetta Valentina Kaas                                | Edele Sofia Kaas                                |  |  |       |  |  |                                                                     |  |  |                                                                    |  |
| Alberto di Schleswig-Holstein                           |                                     | Giovanna Enrichetta Valentina Kaas                                |                                                 |  |  |       |  |  |                                                                     |  |  |                                                                    |  |
|                                                         | Ernesto I di Sassonia-Coburgo-Gotha | Francesco Federico di Sassonia-Coburgo-Saalfeld                   |                                                 |  |  |       |  |  |                                                                     |  |  |                                                                    |  |
|                                                         | Ernesto I di Sassonia-Coburgo-Gotha | Francesco Federico di Sassonia-Coburgo-Saalfeld                   |                                                 |  |  |       |  |  |                                                                     |  |  |                                                                    |  |
|                                                         | Ernesto I di Sassonia-Coburgo-Gotha | Augusta di Reuss-Ebersdorf                                        |                                                 |  |  |       |  |  |                                                                     |  |  |                                                                    |  |
| Alberto di Sassonia-Coburgo-Gotha                       | Ernesto I di Sassonia-Coburgo-Gotha |                                                                   |                                                 |  |  |       |  |  |                                                                     |  |  |                                                                    |  |
|                                                         |                                     | Luisa di Sassonia-Gotha-Altenburg                                 | Augusto di Sassonia-Gotha-Altenburg             |  |  |       |  |  |                                                                     |  |  |                                                                    |  |
|                                                         |                                     | Luisa di Sassonia-Gotha-Altenburg                                 | Augusto di Sassonia-Gotha-Altenburg             |  |  |       |  |  |                                                                     |  |  |                                                                    |  |
|                                                         |                                     | Luisa di Sassonia-Gotha-Altenburg                                 | Luisa Carlotta di Meclemburgo-Schwerin          |  |  |       |  |  |                                                                     |  |  |                                                                    |  |
| Elena di Sassonia-Coburgo-Gotha                         |                                     | Luisa di Sassonia-Gotha-Altenburg                                 |                                                 |  |  |       |  |  |                                                                     |  |  |                                                                    |  |
|                                                         |                                     | Edoardo Augusto di Hannover                                       | Giorgio III del Regno Unito                     |  |  |       |  |  |                                                                     |  |  |                                                                    |  |
|                                                         |                                     | Edoardo Augusto di Hannover                                       | Giorgio III del Regno Unito                     |  |  |       |  |  |                                                                     |  |  |                                                                    |  |
|                                                         |                                     | Edoardo Augusto di Hannover                                       | Carlotta di Meclemburgo-Strelitz                |  |  |       |  |  |                                                                     |  |  |                                                                    |  |
| Vittoria del Regno Unito                                |                                     | Edoardo Augusto di Hannover                                       |                                                 |  |  |       |  |  |                                                                     |  |  |                                                                    |  |
|                                                         |                                     | Vittoria di Sassonia-Coburgo-Saalfeld                             | Francesco Federico di Sassonia-Coburgo-Saalfeld |  |  |       |  |  |                                                                     |  |  |                                                                    |  |
|                                                         |                                     | Vittoria di Sassonia-Coburgo-Saalfeld                             | Francesco Federico di Sassonia-Coburgo-Saalfeld |  |  |       |  |  |                                                                     |  |  |                                                                    |  |
|                                                         |                                     | Vittoria di Sassonia-Coburgo-Saalfeld                             | Augusta di Reuss-Ebersdorf                      |  |  |       |  |  |                                                                     |  |  |                                                                    |  |
|                                                         |                                     | Vittoria di Sassonia-Coburgo-Saalfeld                             |                                                 |  |  |       |  |  |                                                                     |  |  |                                                                    |  |